# Statham
Statham es una ciudad ubicada en el condado de Barrow en el estado estadounidense de Georgia. En el año 2000 tenía una población de 2.040 habitantes.

## Geografía
Statham se encuentra ubicada en las coordenadas 33°57′56″N 83°35′48″O / 33.96556, -83.59667 (33.965496, -83.596711).
Según la Oficina del Censo, la localidad tiene un área total de 9,2 km² (3,6 mi²), de la cual 9,1 km² (3,5 mi²) es tierra y 0,1 km² (0 mi²) (1.08%) es agua.

## Demografía
Según la Oficina del Censo en 2000 los ingresos medios por hogar en la localidad eran de $40,111, y los ingresos medios por familia eran $40,882. Los hombres tenían unos ingresos medios de $31,957 frente a los $21,995 para las mujeres. La renta per cápita para la localidad era de $15,783. Menos de las existencias del país.  